# Symbolanthus pauciflorus
Symbolanthus pauciflorus är en gentianaväxtart som beskrevs av Ernest Friedrich Gilg. Symbolanthus pauciflorus ingår i släktet Symbolanthus och familjen gentianaväxter. Inga underarter finns listade i Catalogue of Life.